# Андре Лери
Андре Лери (фр. André Léri; Париз, 8. април 1875 — 8. септембар 1930) био je француски лекар, неуролог који је током друге половине 19. и раног 20. века, својим научним радовима заједно са радовима познатих париских неуролога тога периода учинио да Париз постане реномирани центр неурологије.

## Живот и каријера
Студирао је медицину у Паризу, као студент Џозефа Бабинског (Joseph Babinski 1857 — 1932) и Пјера Марија (Pierre Marie 1853 — 1940). Године 1904, докторирао је са темом Прогресивна дегенеративна болест кичмене мождине (лат. Tabes dorsalis). Током Првог светског рата, Лери је био задужен за дијагностиковање оболелих војника са знацима ратом изазване неурозе.
Под менторством Бабинског и Пјера Марија у болници "Ла Салпетрије", Андре Лери је постао је члан Неуролошке академије 1904. године, на којој је постављен за ванредног професора 1910. године. Између два светска рата рата био је начелника медицинских војних округа. То му је омогућило да искористио прилику и дубоко уђе у суштину ратне неурозе и пооштрио дијагнозу егзогнозе да би издвојио многе менталне поремећаје који су се раније мешали под називом "потрес мозга". и  јасно издвојио хистерију, неурастенију, психозу, неурозу и психонеурозу, емоционалне синдроме и јасно дефинисано малтретирање.
Лери је објавио већи број дела из области неурологије, офталмологије и психијатрије, али се углавном памти по његовом доприносу остеологији, у оквиру које се углавном бавио истраживањем болести коштаног ткива. Био је председник Француског офталмолошког друштва и сарадник часописа (фр. Nouveau Traite de Medecine Et de Therapeutique).
Умро je 1930. од рака костију, у 55 години живота.